# Salón de juegos

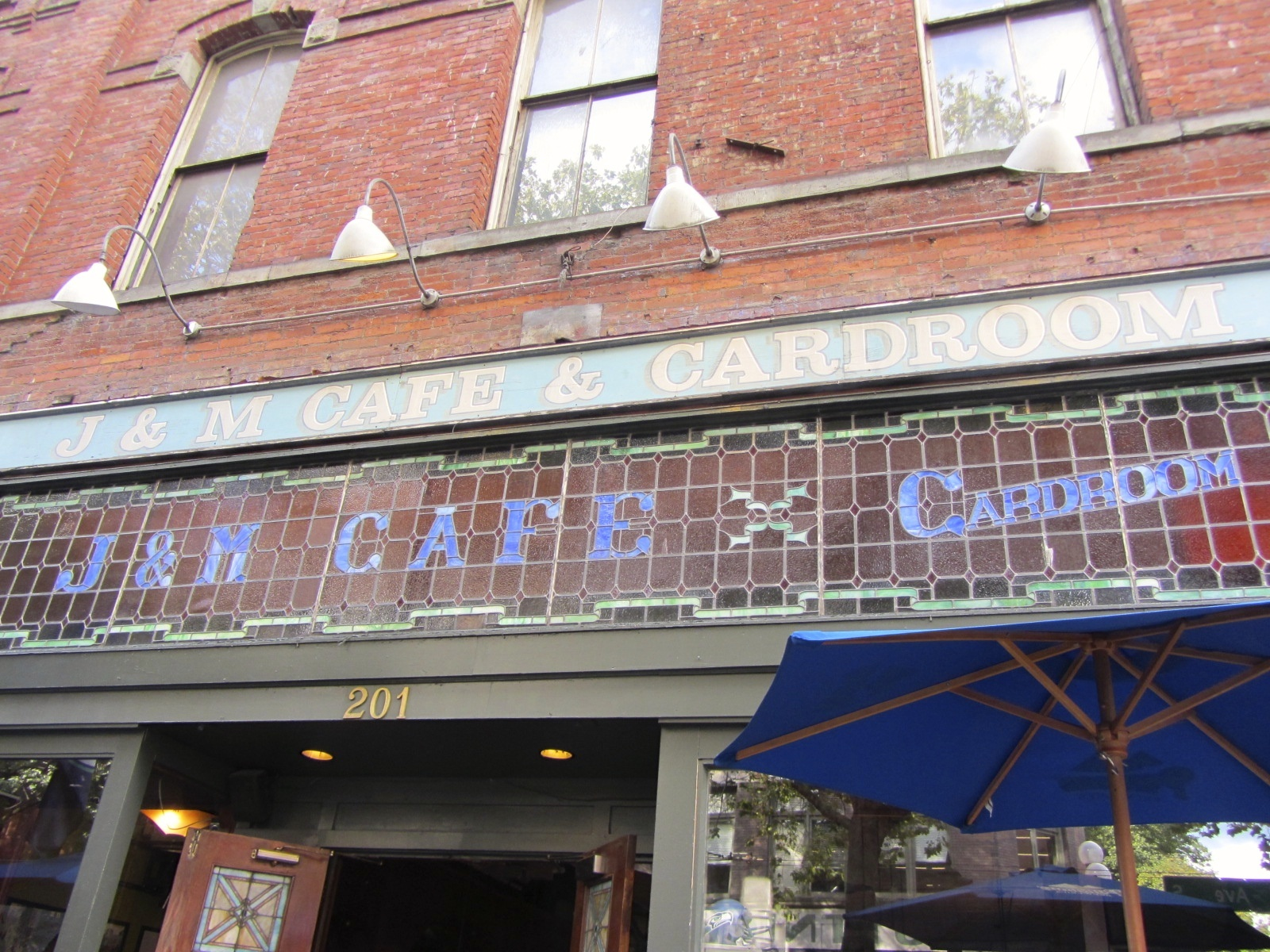
Foto de café J&M y sala de juegos.

Un salón de juegos es un establecimiento de juegos de azar que ofrece exclusivamente juegos de cartas al público. Generalmente, el término salón de póquer es sinónimo, dado que los juegos de azar que típicamente se juegan en tales establecimientos son variaciones de póquer como Texas hold 'em.
Generalmente tales salones no ofrecen máquinas tragaperras ni videopóquer, y tampoco otros juegos de mesa como craps como se encuentran en casinos. Sin embargo, a menudo un casino utiliza el término "salón de juegos" o "salón de póquer" (usualmente el segundo) para referir a un salón distinto que ofrece juegos de cartas donde los jugadores compiten unos contra otros. Habitualmente el acceso a estas salas está condicionado, dependiendo de cada país, a una legislación concreta y a una edad determinada.
En ocasiones en alguno de los salones de juego y dependiendo de cada país, puede haber también máquinas de salón recreativo. En muchos países se ha limitado la cantidad que las máquinas pueden devolver en premios, ya que cuanta más cantidad devuelven, más promocionan que se invierta dinero con lo que la cantidad jugada es en realidad mayor, mayores las pérdidas y mayor la adicción que consiguen entre sus usuarios (ludopatía).

## Descripción
En los Estados Unidos, salones de juegos autónomos típicamente son el resultado de leyes o regulaciones locales o estatales, que a menudo prohíben los juegos de azar completos en casinos. Este fue el caso generalmente en California hasta el advenimiento de los juegos de azar en casino ofrecidos por las tribus de indios nativos durante los años 1990, aunque los salones de juegos continúan prosperando y aún expandir allí.
Porque los juegos jugados en los salones de juegos usualmente son jugador-contra-jugador en vez de jugador-contra-casino, los operadores tienden a derivar su renta en una de dos maneras. En la mayoría, el que reparte las cartas de cada juego (empleado por el establecimiento) recoge una comisión, una porción del bote de cada mano. En otros tiempos, se cobra un honorario contra cada jugador por un período específico, normalmente cada media hora.
Aunque las variantes tradicionales de póquer como Texas hold 'em, Omaha hold 'em y stud de siete cartas con diferencia son los más populares ofrecidos por los salones de juegos (y a veces los únicos juegos), otros pueden ofrecer juegos como panguingue, pai gow, póquer chino y variaciones de blackjack. Estos así llamados "juegos de California" o "juegos asiáticos" pueden parecerse a juegos tradicionales de casinos como blackjack, baccarat y aún craps, pero tienen reglas que cumplen varias restricciones estatales.
La mayoría de salones de juegos autónomos están ubicadas en California, con más de 100 tales clubes licenciados en 2006. Algunos son establecimientos modestos con pocas mesas, aunque otros son los salones de póquer más grandes del mundo, ofreciendo hasta cinco veces más mesas que el salón de juegos más grande en Las Vegas. Algunos aún se llaman "casinos", aunque su falta de juegos electrónicos y juegos de mesa normalmente descalificaría el uso de un tal término por estándares modernos. Hollywood Park Racetrack, un hipódromo para caballos de raza en Inglewood, California, tiene un salón de juegos elaborado en su local. Otros salones de juegos grandes son Bay 101 y Garden City en San José, el Commerce Casino en Commerce y el Bicycle Casino en Bell Gardens. Todos estos clubes son sedes para torneos de póquer importantes, que atraen los mejores jugadores del juego y cobertura por televisión.
A veces los salones de póquer operan ilegalmente. La Ciudad de Nueva York tiene salones de juegos clandestinos, algunos de los cuales fueron la base de la película Rounders. Dos salones con más que diez mesas, la 14th Street Playstation y el 72nd Street Players Club, fueron cerrados por la policía en 2005, pero otros clubes más pequeños siguen existiendo.